# Джей (округ)
Джей (англ. Jay County) — округ в штате Индиана, США. Официально образован в 1836 году. По состоянию на 2010 год, численность населения составляла 21 253 человека.

## География
По данным Бюро переписи США, общая площадь округа равняется 994,768 км2, из которых 994,302 км2 суша и 0,466 км2 или 0,050 % это водоёмы.

## Население
По данным переписи населения 2000 года в округе проживает 21 806 жителей в составе 8 405 домашних хозяйств и 6 017 семей. Плотность населения составляет 22,00 человека на км2. На территории округа насчитывается 9 074 жилых строений, при плотности застройки около 9,00-ти строений на км2. Расовый состав населения: белые — 97,64 %, афроамериканцы — 0,25 %, коренные американцы (индейцы) — 0,17 %, азиаты — 0,34 %, гавайцы — 0,02 %, представители других рас — 0,85 %, представители двух или более рас — 0,73 %. Испаноязычные составляли 1,79 % населения независимо от расы.
В составе 32,30 % из общего числа домашних хозяйств проживают дети в возрасте до 18 лет, 58,80 % домашних хозяйств представляют собой супружеские пары проживающие вместе, 9,10 % домашних хозяйств представляют собой одиноких женщин без супруга, 28,40 % домашних хозяйств не имеют отношения к семьям, 24,80 % домашних хозяйств состоят из одного человека, 12,20 % домашних хозяйств состоят из престарелых (65 лет и старше), проживающих в одиночестве. Средний размер домашнего хозяйства составляет 2,57 человека, и средний размер семьи 3,06 человека.
Возрастной состав округа: 27,00 % моложе 18 лет, 7,70 % от 18 до 24, 27,30 % от 25 до 44, 23,30 % от 45 до 64 и 23,30 % от 65 и старше. Средний возраст жителя округа 37 лет. На каждые 100 женщин приходится 96,30 мужчин. На каждые 100 женщин старше 18 лет приходится 92,50 мужчин.
Средний доход на домохозяйство в округе составлял 35 700 USD, на семью — 41 850 USD. Среднестатистический заработок мужчины был 31 031 USD против 21 015 USD для женщины. Доход на душу населения составлял 16 686 USD. Около 5,80 % семей и 9,10 % общего населения находились ниже черты бедности, в том числе — 12,40 % молодежи (тех, кому ещё не исполнилось 18 лет) и 7,90 % тех, кому было уже больше 65 лет.